# One Day
|  | Denne artikel er oprettet af botten PalnaBot ud fra en ekstern database. Den kan derfor have sproglige fejl eller mangler. Denne skabelon kan fjernes efter kontrol af indholdet. |

One Day er en film instrueret af Ditte Haarløv Johnsen.

## Handling
Historien om en afrikansk prostitueret kvinde, der er bosat i Danmark og tilbyder sex via annoncer i Ekstra Bladet. Filmen beskriver en dag i denne kvindes liv: hendes telefonsamtaler med datteren - og med kunderne. Læbestiften smøres på, cigaretterne ryges med omhu.